# Callicista tucumana
Callicista tucumana är en fjärilsart som beskrevs av Druce 1907. Callicista tucumana ingår i släktet Callicista och familjen juvelvingar. Inga underarter finns listade i Catalogue of Life.